# Wehrbereichsverwaltung

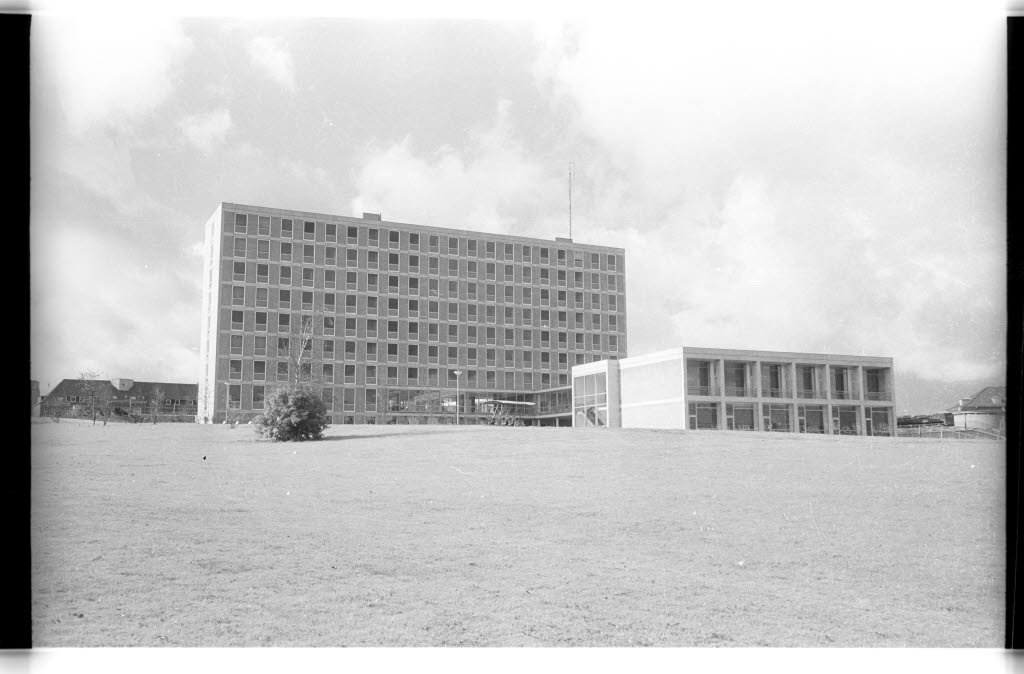
Die ehemalige Wehrbereichsverwaltung I in Kiel

Die Wehrbereichsverwaltungen (WBV) waren, als dem Bundesministerium der Verteidigung unmittelbar nachgeordnete Mittelbehörden der territorialen Wehrverwaltung, innerhalb ihres Bereiches für alle Verwaltungsaufgaben zuständig, soweit nicht Sonderbehörden für bestimmte Aufgaben geschaffen wurden.
Im Rahmen der Neuausrichtung der Bundeswehr wurden diese zum 30. Juni 2013 aufgelöst. Die Aufgaben der bisherigen Wehrbereichsverwaltungen wurden großteils den beiden neuen Behörden Bundesamt für das Personalmanagement der Bundeswehr und Bundesamt für Infrastruktur, Umweltschutz und Dienstleistungen der Bundeswehr übertragen. Ausgegliedert aus der Wehrverwaltung wurde dagegen das Gebührniswesen. Es wurde
- dem Bundesverwaltungsamt (Geschäftsbereich des Bundesministeriums des Innern; für aktive Beschäftigte) und
- der Generalzolldirektion (Geschäftsbereich des Bundesministeriums der Finanzen; für Versorgungsempfänger)

übertragen.
Nachdem bis 2001 sieben Wehrbereichsverwaltungen (I-VII) bestanden hatten, gab es bis Juni 2013 nur noch folgende vier:
- Wehrbereichsverwaltung Nord mit Sitz in Hannover und Außenstelle in Kiel,
- Wehrbereichsverwaltung West mit Sitz in Düsseldorf und Außenstelle in Wiesbaden,
- Wehrbereichsverwaltung Süd mit Sitz in Stuttgart und Außenstelle in München,
- Wehrbereichsverwaltung Ost mit Sitz in Strausberg.[2]

Eigenständig waren die Wehrbereichsverwaltungen u. a. zuständig für
- die Auswahl, Einstellung und Personalführung der Beamten und Arbeitnehmer (Abteilung ZA),
- die Festsetzung, die Berechnung, die Anordnung und die Rechnungslegung der Dienstbezüge der Soldaten und Beamten sowie der Entgelte der Arbeitnehmer und Berechnung, Festsetzung und Gewährung von Beihilfen für Bundesbedienstete. Die Wehrbereichsverwaltungen West und Süd bearbeiten zusätzlich die Dienstzeitversorgung der Berufssoldaten und Beamten, die Hinterbliebenenversorgung und die Beschädigtenversorgung im Rahmen des Soldatenversorgungsgesetzes (Abteilung PA).
- die Abwicklung von außervertraglichen Schadensersatzangelegenheiten, wie zum Beispiel Unfällen mit Bundeswehrfahrzeugen oder Regressen wegen Beschädigung von Bundeswehreigentum oder Verletzung von Bundeswehrangehörigen (Abteilung WR, Dezernat WR 6).
- die Aufgaben eines Gewerbeaufsichtsamtes hat das weisungsfreie Dezernat WR 7 wahrgenommen.

In anderen Bereichen wie etwa dem Wehrersatzwesen, dem Arbeitsschutz und der Arbeitssicherheit, dem Liegenschaftsmanagement oder im Bereich Beschaffung und Verpflegung führten die Wehrbereichsverwaltungen die Fach- und Dienstaufsicht über die nachgeordneten Ortsbehörden, insbesondere die Bundeswehr-Dienstleistungszentren und Kreiswehrersatzämter (Abteilungen WR und IUW).